# Малатеста
Малатèста (на италиански: Malatesta) или Малатèсти (Malatesti, от латинското „de Malatestis“), произхождащи от Монтефелтро, са знатно италианско семейство, сред най-важните и влиятелни през Средновековието, което господства над Римини и различни територии на Романя от 1295 до 1500 г. (и последващи кратки периоди).

## История

### Произход
Поне от Галеото I Малатеста нататък династията поддържа твърдението, че проследява произхода си от рода Корнелии и Сципион Африкански, до степен да включи слона в своите гербове. Други предишни източници, гледани от историците със същия скептицизъм, приписват на Ецо от Лотарингия и на Матилда (дъщеря на Ото II и сестра на Ото III) сина Малатеста I, известен като „Германецът“, считан за родоначалник на рода.
Името „Малатеста“ датира от X век и се отнася до член на потомството, Родолфо, който демонстрира смелост и упоритост в защитата си от външни атаки.

### В Римини
Според документи името „Малатеста“ се появява в спорадични нотариални актове от XI век, отнасящи се до фондове в близост до Габиче Маре, Гатео и Поджо Берни. Първият Малатеста, засвидетелстван като високопоставен гражданин на Римини, е Малатеста Малатеста-младши, син на Джовани, който притежава земи между реките Марекия и Рубикон. Малатеста се жени за Берта Траверсари от могъщото семейство от Равена. Той има трима сина, сред които Джовани и Малатеста I, наречен „дела Пена“. Джовани е основател на клона на графовете Малатеста от Соляно. Към края на XII век братята контролират замъка на Верукио, докато през 1197 г. семейството се подчинява на Комуна Римини. През 1216 г. Малатеста дела Пена освен Верукио притежава Пенабили, Ронкофредо и Чола. Воюва сред гибелините и през 1223 г. е подест на Пистоя. През 1230 г., заедно с магнатите от Равена, Форли и Бертиноро, той се заклева във вярност на император Фридрих II. Умира през 1248 г.

### Издигане
Синът на Малатеста дела Пена – Малатеста да Верукио през 1248 г., след поражението на Фридрих II в битката при Парма, внезапно преминава на страната на гвелфите. След различни събития, през 1295 г. той успява да получи пълен контрол над Римини, като прогонва гибелините Парчитаде и печели прозвището от Данте „Стар Мастин“.

#### Джанчото и Франческа
Най-големият син на Малатеста да Верукио – Джовани Малатеста, известен като Джанчото, остава известен с трагедията, в която е замесен през 1285 г., когато съпругата му Франческа да Полента, разкрита в изневяра с Паоло Малатеста, неговият по-малък брат, е убита заедно с нейния любовник. Заглушена от съвременните източници, тази нещастна любов е възпята от Данте Алигиери в петата песен на „Ад“.

### XIV и XV век
През XIV и XV век Малатеста завладяват множество градове в Романя и Марке, включително Пезаро, Фано, Чезена, Червия, Сенигалия и Фосомброне. На юг владението им се простира до Асколи, където Галеото Малатеста построява Форт Малатеста през 1349 г., а понякога и до самата Анкона. На югозапад сеньорията включва Сансеполкро (1371-1430) и Читерна. В началото на 1400 г. Пандолфо III Велики е господар на Бреша (1404 – 1421) и Бергамо.

#### Сиджизмондо Пандолфо
Много Малатеста са кондотиери на служба в някои италиански държави. Най-известният е Сиджизмондо Пандолфо Малатеста, роден в Бреша, с когото семейството достига върха на славата си, но който в крайна сметка губи почти цялата си държава в полза на папата и херцога на Урбино Федерико да Монтефелтро.

### Загуба на Сеньорията
Роберто Малатеста, извънбрачен син на Сиджизмондо Пандолфо Малатеста, узурпира властта от третата му съпруга Изолда и техния син Салустио, определен от него. След окупацията на Чезаре Борджия, през 1522-1523 г. наследникът Пандолфо IV, известен като Пандолфачо, отново е господар на Римини, заедно със своя наследник Сиджизмондо I, отново през 1527-1528 г., когато територията е окончателно включена в Папската държава.

## Господари на Римини (1295 – 1500)
Сеньория Римини е автономна териториална единица, съществувала от 1295 до 1500 г., създадена от Малатеста да Верукио след Комуна Римини и управлявана от неговите потомци повече от двеста години. След окупацията от Чезаре Борджия и включването във владенията на Църквата, в двугодишния период 1522-1523 г. Пандолфо IV Малатеста, известен като Пандолфачо, си връща властта, а също и в периода 1527-1528 г., заедно със сина си Сиджизмондо I Малатеста ( 1498-1543), когато територията е окончателно присъединена към Папската държава.
- 1295 – 1312: Малатеста да Верукио, Малатеста II Малатеста, наречен „Старият Мастин“ (* 1212, † 1312), син на Малатеста I Малатеста, наречен дела Пена
- 1312 – 1317: Малатестино I „дел Окио“ (* ок. 1254, † 1317), син на предходния
- 1317 – 1326: Пандолфо I (* 1239, † 1326), брат на предходния
- 1326 – 1335: Ферантино (* 1258, † 1353), син на Малатестино I
- 1335 – 1367: Малатеста III Малатеста, наречен „Гуастафамиля“ (* 1299, † 1364), син на Пандолфо I
- 1363 – 1372: Галеото, наречен Малатеста Унгаро (* 1327, † 1372), син на предходния
- 1372 – 1385: Галеото I (* 1299, † 1385), брат на предходния
- 1385 – 1429: Карло I (* 1368, † 1429), син на предходния
- 1429 – 1432: Галеото Роберто (* 1411, † 1432), син на Пандолфо III
- 1432 – 1468: Сиджизмондо Пандолфо (* 1417, † 1468), брат на предходния
- 1468 – 1482: Роберто (* 1440, † 1482), син на предходния
- 1482 – 1500: Пандолфо IV (* 1475, † 1524), извънбрачен син на предходния

- Малатеста да Верукио
- Карло I
- Сиджизмондо Пандолфо
- Роберто
- Пандолфо IV

## Господари и подести наПезаро
- 1294 – 1304: Джовани „Джанчото“ (* 1240/1244, † 1304), син на Малатеста да Верукио
- 1304 – 1306 и 1320 – 1326: Пандолфо I (* ок. 1267, † 1326), брат на предходния
- 1326 – 1330, 1333 – 1340: Малатеста III, Древният Малатеста или Разбивачът на семейства (* 1299, † 1364), син на предходния
- 1340 – 1353: Ферантино (* 1258, † 1353), син на Малатестино I
- 1347 – 1373: Пандолфо II (* 1325, † 1373), син на предходния
- 1373 – 1385: Галеото I (* 1299, † 1385), син на Пандолфо I
- 1381 – 1429: Малатеста IV (* 1370, † 1429), син на Пандолфо II
- 1429 – 1438: Карло II (* ок. 1390, † 1438), син на предходния
- 1438 – 1445: Галеацо „Бездейният“ (* 1385, † 1461), брат на предходния

## Господари наЧезена
- 1376: Галеото I (* 1299, † 1385), син на Пандолфо I
- 1385 – 1416: Андреа, наречен Малатеста (* 1373, † 1416), син на предходния

## Господари наФано
- 1357 – 1385: Галеото I (* 1299, † 1385), син на Пандолфо I
- 1385 – 1427: Пандолфо III (* 1370, † 1427), син на предходния
- 1427 – 1429: Карло I (* 1368, † 1429), брат на предходния
- 1429 – 1432: Галеото Роберто (* 1411, † 1432), син на Пандолфо III
- 1432 – 1468: Сиджизмондо Пандолфо (* 1417, † 1468), брат на предходния

- Пандолфо III
- Карло I

## Графове на Соляно (1255 – 1640)[7][8]
- 1255 – 1299: Джовани II († 1299), като Джовани I Малатеста ди Соляно родоначалник на линията на Малатеста от Соляно, подест на Форли 1276 и син на Рамберто ди Джовани
- 1299 – ок. 1316: Гулиелмо I (* 14 век, † ок. 1316), син на предходния
- ок. 1316 – 1348: Рамберто I († 1348), брат на предходния
- 1348 – пр. 1352: Малатеста I, нар. Малатестино († пр. 1352), брат на предходните двама
- пр. 1352 – 1358: Джовани II († 1358), син на предходния
- 1358 – 1379: Рамберто II († 1379), син на предходния, граф заедно с брат си Малатеста II
- 1358 – пр. 1389: Малатеста II († пр. 1389), брат на предходния, граф заедно с него
- пр. 1389 – сл. 1442: Джовани III, нар. Дзане (* ок. 1377, † сл. 1442), син на предходния
- сл. 1442 – пр. 1452: Малатеста III († пр 1452), син на предходния, граф заедно с брат си Джовани IV
- сл. 1442 – ок. 1452: Джовани IV († ок. 1452), брат на предходния, граф заедно с него
- ок. 1452 – 1486: Карло I († 1486), син на предходния
- 1486 – 1532: Рамберто Новело II, нар. Бонатеста или Рамберто Философът (* ок. 1475, † 1532), извънбрачен и припознат (1485) син на предходния
- 1532 – 1544: Карло II († 1544), син на предходния
- 1544 – 1591: Джованбатиста I († 1591), син на предходния
- 1591 – 1623: Сиджизмондо I (* 1615, † 1645), братовчед на предходния и син на Корнелио (брат на Карло II), от 1593 граф заедно с братовчед си Семпронио  и с братята си
- 1591 – 1623: Карло III (* 1567, † 1628), брат на преходния, от 1593 граф заедно с братовчед си Семпронио и с братята си
- 1591 – 1615: Рамберто IV (* 1560, † 1615), брат на предходния, от 1593 граф заедно с братовчед си Семпронио и с братята си
- 1593 – 1624: Семпронио (* 1528, † 1624), син на Джовани Малатеста ди Сан Джовани (син на Рамберто Новело II), граф заедно с братовчедите си Карло III, Сиджизмондо I и Рамберто IV
- 1624 – 1640: Малатеста IV († ок. 1650), син на предходния, последен граф

От 1640 г. става част от Папската държава.

## Известни кондотиери

### XIIIиXIV век
- Малатеста I „дела Пена“ (* 1183, † 1248), син на Малатеста Малатеста-младши и подест на Пистоя през 1228 г. и на Римини през 1239 и 1247 г.
- Малатеста I (II), „Старият Мастин“ (* 1212, † 1312), син на предходния и и господар на Римини от 1295 г. до смъртта си
- Малатестино I „дел Окио“ († 1317), син на предходния и господар на Римини от 1312 г. до смъртта си
- Джовани „Джанчото“ († 1304), брат на предходния и подест на Пезаро от 1294 г. до смъртта си
- Паоло „Красивият“ (* 1285), брат на предходния и чрез брак граф на Джиаджоло от 1269 г. до смъртта си
- Пандолфо I († 1326), брат на предходните и господар на Римини от 1317 г. до смъртта си
- Джовани II († 1299), син на Рамберто ди Джовани и граф на Соляно
- Рамберто I († 1348), син на предходния и граф на Соляно
- Гулиелмо I († ок. 1316), брат на предходния и граф на Соляно
- Малатеста I, наречелен „Малатестино“ или „Малатеста от Соляно“ († пр. 1352), брат на предходните двама и граф на Соляно
- Ферантино (* 1258, † 1353), син на Малатестино I и господар на Римини от 1326 до 1335 г.
- Джовани III († 1375), брат на предходния
- Рамберто († 1330), син на Джовани „Джанчото“, убиец на братовчед си Уберто
- Уберто (* ок . 1270, † 1324), син на Паоло Малатеста и граф на Джиаджоло
- Малатестино II „Новело“ († 1335), син на Ферантино Малатеста и наместник на баща си като подест на Чезена
- Малатеста III „Гуастафамиля“ (* 1299, † 1363), син на Пандолфо I и господар на Римини от 1335 г. до смъртта си
- Галеото I (* 1299, † 1385 ), брат и предходния и господар на Римини от 1372 г. до смъртта си
- Рамберто I „Графчето“ (* 1302, † 1367), син на Уберто Малатеста и граф на Джиаджoло от 1324 до 1367 г.
- Пандолфо II (* 1325, † 1373 ), син на Малатеста III и подест на Пезаро от 1347 г. до смъртта си
- Галеото „Малатеста Унгаро“ (* 1327, † 1372 ), брат на предходния и господар на Римини от 1363 г. до смъртта си
- Николо I († ок. 1374), син на Рамберто I
- Карл I (* 1368, † 1429 ), син на Галеото I и господар на Римини, Фано, Чезена, Фосомброне и Сансеполкро от 1385 г. до смъртта си
- Пандолфо III „Велики“ (* ок. 1369, † 1427 ), брат на предходния и господар на Бреша
- Андреа  „Малатеста от Чезена“ (* 1373, † 1416), брат на предходния и от 1385 г. господар на Чезена, Червия и Бертиноро
- Галеото „Белфиоре“ или Галото Новело (* 1377, † 1401), брат на предходните двама
- Джовани IV (* 1377, † 1442)

### XV век
- Малатеста IV „дей Сонети“ († 1429), единствен син на Пандолфо II и от 1385 г. господар на Пезаро, Фосомброне, Градара, Йези, Нарни и др., поет – автор на сборника Canzoniere и родоначалник на линията Малатеста от Пезаро
- Галеацо „Бездейният“ (* 1385, † 1461), син на Малатеста IV Малатеста и господар на Пезаро и Фосомброне; през 1444 г. продава Пезаро на Алесандро Сфорца и през 1446 г. Фосомброне на Федерико да Монтефелтро, причинявайки гнева на членовете на семейството и отлъчването от Светия престол
- Карло II (* ок. 1390, † 1438), брат на предходния и господар на Пезаро, Градара, Сенигалия, Фосомброне и Чивитанова
- Карло III († 1486), син на Джовани III и маркиз на Ронкофредо и Монтиано
- Галеото II Роберто (* 1411, † 1432), син на Пандолфо III и господар на Римини от 1429 г. до смъртта си
- Сиджизмондо Пандолфо, „Вълкът от Римини“ (* 1417, † 146), брат на предходния и господар на Римини от 1432 г. до смъртта си, считан за един от най-дръзките италиански военачалници, участва в най-важните битки на времето, но губи почти цялата територия на Малатеста; също така е поет и покровител на изкуствата
- Доменико „Малатеста Новело“ (* 1418 † 1465), брат на предходния и последен господар на Чезена от 1429 г. до смъртта си, основава и открива Малатестианската библиотека през 1454 г. – първата гражданска библиотека в Италия и Европа.
- Роберто „Великолепният“ (* 1440, † 1482), извънбрачен син, по-късно легитимиран, на Сиджизмондо Пандолфо, през 1469 г. узурпира Сеньория Римини от брат си Салустио, когото убива, оставайки господар до смъртта си.
- Салустио († 1470), брат на предходния и убит от него
- Валерио Галеото († 1470), брат на предходните
- Рамберто Новело II „Бонатеста“ или Рамберто Философът“ (* ок. 1475, † 1532), граф на Соляно и син на Карло I, много опитен в литературните и педагогическите дисциплини
- Пандолфо IV „Пандолфачо“ (* 1475, † 1534), син на Роберто и последен господар на Римини от 1482 г. през 1500 г. е принуден да продаде Сеньория Римини на Венецианската република само за 2900 дуката.
- Карло IV (* 1480, † 1504), брат на предходния, узаконен извънбрачен син на Роберто
- Пандолфо V (неизв.), син на Николо I
- Галеото III († 1423), син на Джовани III
- Джовани V Смелият († 1432), син на Рамберто III и се опитва да узурпира трона от Галеото Роберто, но е победен и заточен в Мантуа, където умира.
- Николо II „Коко“ († 1464), владетел на Джиаджоло, Боналда, Валдипонто и Петрела
- Джовани VI? († 1452 )
- Джовани VII? (неизв.)
- Джовани VIII? (* 1478, † 1529)
- Раймондо († 1492), син на Алмерико и генерал на милициите на Малатеста, поради което през 1492 г. е убит от ревност от брат си Галеото IV
- Галеото IV († 1492), брат на последния и от ревност нарежда убийството му и също се опитва да убие племенника си Пандолфо IV, който обаче го убива.
- Рамберто III? († 1447)
- Рамберто IV? († 1450 )
- Сиджизмондо I (* 1498, † 1543), син на Пандолфо IV

### XVI век
- Малатеста VI († 1528)
- Карло II († 1544), син на Рамберто Новело II „Философа“
- Леонида (* 1500, † 1557), син на Малатеста VI
- Сиджизмондо II (* 1502, † 1555), брат на предходния
- Ламберто II ? (* 1528, † 1587)
- Семпронио II (* 1528, † 1623 ), син на Семпронио I
- Джакомо (* 1530, † 1600 ), син на Леонида
- Ерколе († 1591), син на Сиджизмондо II и управител на крепостта Леняно от 1585 г. до смъртта си
- Малатеста VIII ? († 1564)
- Николо III (* 1591 † 1633 ), син на Пандолфо VI
- Роберто III ? († 1547)
- Роберто IV ? († 1571)
- Сиджизмондо III ? (неизв.)

### XVII век
- Карло VII ? (* 1595 † 1655)
- Карло VIII ? (* 1621 † 1655)
- Карло Феличе (* 1569 † 1634), син на Джакомо
- Гасперо ? († 1616)
- Рамберто V ? († 1616)

## Църковни лица
- Леале (* 1-во пол. на 14 век, † 1400), извънбрачен и узаконен син на Малатеста III и епископ на Пезаро (1370 – 1374), епископ на Римини (1374 – 1400)
- Пандолфо (* oк. 1390, † 1441), син на Малатеста IV и апостолически администратор на Епархия Бреша (1416 – 7 октомври 1418), епископ на Кутанс (1418 – 1424), архиепископ на Патрас (1424 – 1441)
- Бартоломео (неизв.), вероятен син на Галеото I, епископ на Римини от 1445 до смъртта си
- Антонио († 1475), вероятен син на Николо Филипо, епископ на Чезена от 1435 до смъртта си

### Други
- Malatèsta, на Treccani.it – Enciclopedie on line, Istituto dell'Enciclopedia Italiana
- Malatesta, в Dizionario di storia, Istituto dell'Enciclopedia Italiana, 2010
- Malatèsta, на sapere.it, De Agostini
- (EN) Malatesta, на Enciclopedia Britannica
- (EN) Malatesta, в Catholic Encyclopedia, Robert Appleton Company